# Chiesa di Santa Maria dello Stradone
La chiesa di Santa Maria dello Stradone, detta Madonnetta, è un luogo di culto cattolico di Lugano, situato nel quartiere di Molino Nuovo. La chiesa ospita anche le funzioni religiose ortodosse a seguito di una concessione del vescovo di Lugano.

## Storia
La chiesa fu costruita in stile barocco dal 1725 al 1726, ma nel 1846 fu modificata da Giuseppe Fraschina, che aggiunse un portico tuscanico.